# 우즈베키스탄 항공
우즈베키스탄 항공(우즈베크어: O‛zbekiston havo yo‛llari, 영어: Uzbekistan Airways)은 우즈베키스탄의 국영 항공사로 본사는 우즈베키스탄 타슈켄트에 위치해 있다.

## 역사
소련이 해체되자 우즈베키스탄의 대통령 이슬롬 카리모프가 1992년 설립을 허가했다. 최초의 노선은 타슈켄트 ~ 런던 구간을 운항했다. 초기 우즈베키스탄의 국내선 항공기들은 러시아의 아에로플로트가 보유한 기종이었다. 1993년부터 에어버스의 항공기를 대여하여 운항했다. 현재 항공 동맹체에 가입되어 있지 않지만 스카이팀 가입을 논의하고 있다. 현재 고객 운송 서비스는 주로 서유럽 국제선 노선에 집중돼 있다. 대부분의 국제선 노선은 타슈켄트에서 출발한다. 대한민국의 경우 1993년 10월 최초로 취항했다. 1994년 12월 대한민국 지점을 개설하여 정기운항을 시작했으며 2004년부터 인천국제공항발 타슈켄트 국제공항 간 국제선 노선을 운항하고 있다.

## 운항 노선
- 2012년 8월 기준으로 우즈베키스탄 항공은 다음과 같은 노선을 운항하고 있다.

### 코드쉐어 협정
- 우즈베키스탄 항공은 다음과 같은 항공사와 코드쉐어 협정을 체결하고 있다.[2]

- S7 항공 (원월드)
- 대한항공 (스카이팀)
- 말레이시아 항공 (원월드)
- 벨라비아 항공
- 아시아나항공 (스타얼라이언스)[3]
- 에어발틱
- 우랄 항공
- 터키항공 (스타 얼라이언스)

## 보유 기종
- 2025년 2월 기준으로 우즈베키스탄 항공은 다음과 같은 기종을 보유하고 있으며 평균 기령은 9.4년이다.[4][5]

## 같이 보기
- 우즈베키스탄의 교통

## 사진

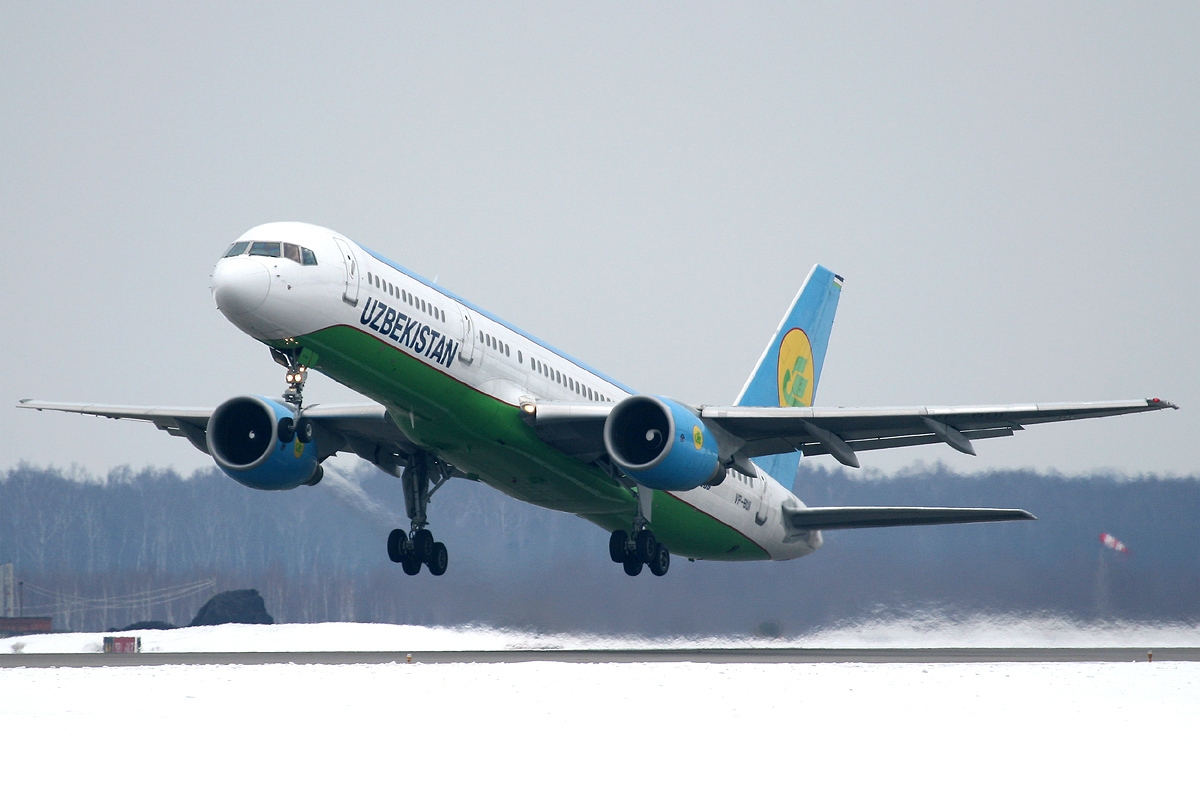
우즈베키스탄 항공의 보잉 757-200
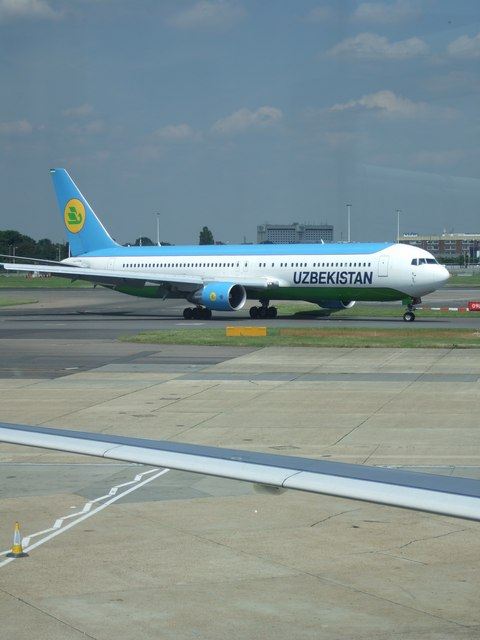
우즈베키스탄 항공의 보잉 767-300ER